# Moschea Isa Bey
La moschea Isa Bey (in macedone Иса-бегова џамија?, in albanese Xhamia e Isa Beut) è una moschea ottomana di Skopje, capitale della Macedonia del Nord. Sorge ai margini del quartiere del vecchio bazar, a poche decine di metri dalla moschea Sultano Murad.

## Storia e descrizione
La moschea venne commissionata da Isa Bey, figlio del dignitario ottomano nonché committente della moschea Aladža di Skopje Ishak Bey. In conformità alle sue volontà testamentarie i lavori di costruzione incominciarono una volta defunto il committente. I lavori iniziarono nel 1475 e terminarono l'anno seguente. Le pitture interne andarono distrutte durante il terremoto del 1963. Importanti lavori di restauro vennero realizzati nel 1966. 
Il corpo centrale della moschea è di forma rettangolare ed è sormontato da due cupole. L'ingresso è preceduto da un portico sostenuto da quattro colonne e sormontato da cinque cupole.